# こどもの夢の国!楽しいディズニーランド
こどもの夢の国！楽しいディズニーランド（こどものゆめのくに！たのしいディズニーランド）とは、5月5日の世界こどもの日を記念し、1957年4月30日から6月2日までの1ヶ月のみ、または7月7日まで、「子供達に健全な娯楽と楽しい夢を」と朝日新聞厚生文化事業団が主催し、日本橋三越本店の屋上に期間限定で開園されたものである。主催は朝日新聞厚生文化事業団、後援は東京都、協賛は大映株式会社であった。入場無料。

## 開催まで
1955年（昭和30年）7月、ウォルト・ディズニーはアメリカ合衆国カリフォルニア州アナハイムにディズニーランドという名の遊園地を開園した。しかし、開園日からトラブルが続出し、運営の安定には数年を要する状況であった。
三越は三越呉服店時代の1907年（明治40年）に「空中庭園」と称して屋上庭園を開園、この庭園は「廻転パノラマ」を備え、望遠鏡も設置するなど、遊園地のような雰囲気を兼ね備えていた。戦後も期間限定ながら、1955年4月から1か月間屋上に猿の電車「ニコニコ号」を走らせるなど、屋上への遊戯施設設置は実績があった。しかし当時、中村製作所（後のナムコ）を立ち上げ、百貨店向けに遊戯機器を売り歩いていた中村雅哉は、当時の三越社長、岩瀬英一郎に「そういうもの（遊戯機器）は置かないことにしている」と断られ、「そういう施設（遊戯施設）がない百貨店は九十九貨店じゃないんですか」と食い下がったものの、話は進まなかったという。
このような状況で、三越は屋上に期間限定で遊園地を開園することになった。ディズニーランドの名称を冠することになった経緯は不明であるが、配給権を引き継いだ角川書店映像管理部は、ディズニー映画の配給権を持つ大映がイベントに協賛したことから実現したとしている。開園にあたってはアメリカのウォルト・ディズニー・カンパニーと正式に契約が結ばれ、1957年（昭和32年）4月30日に行われた開場式には当時の都知事、アメリカ大使館付文化官、大映の社長のほか、ディズニープロからも代表者が出席している。

## アトラクション
『朝日新聞』によれば、内容は、
- ディズニーランドのパノラマ
- 夢の国・未来の国・冒険の国・西部の国の模型
- ディズニー機関車
- 魔法の鏡
- 動く漫画
- メリーカップ、こども4人乗り6台（乗車無料[22]）
- ディズニー漫画館

等であった。企画の趣旨はアメリカのディズニーランドを模型で紹介することであり、三越を引き継いだ三越伊勢丹ホールディングス総務部は、人を乗せて動く乗り物はメリーカップだけだったのではないかという見解を示している。このメリーカップは人気があり、こどもの日には運転回数が235回に達した。
会場ではこのほか日時を限定して追加の企画が行われることもあり、5月12日（日曜日）には来場した協賛企業大映の俳優を撮影する「ディズニーランドを映す会」が開催された。5月19日（日曜日）には小西六写真工業が協賛に入り、来場した子供先着100名をプロカメラマンがコニカ製品「コニレット」で撮影する無料撮影サービスが提供された。この日には各地の警察音楽隊による「警察音楽隊初夏の演奏会」も屋上で開催された。
この時期には通常階でもディズニー関連製品が扱われた。5月には「楽しいディズニーのおもちゃ」としてビニール動物・シール動物・お子様傘・ピクチュアパズル・絵本・ぬりえ・筆入・紙ばさみ・画板・クレヨンケース・ハンカチーフ・タンブラー三ッ組セット・ランチ皿・プリント婦人、子供服地等が通常階で扱われた。6月11日から16日まで1階中央ホールで開催された「ニチボー 夏の新製服地発表会」では、子ども向けのディズニーゆかたやディズニーポプリンプリント（36吋布・1ヤール、240円）などが販売された。

## 催事後
1950年代のこの時期、アメリカで開園したばかりのディズニーランドに注目したのは三越だけではなかった。1950年代末には千土地興業が大映の仲介でディズニーと接触し、1961年、奈良にドリームランドを開園した。しかしディズニーと契約せずに模倣施設を作った形となったため、ディズニーの対日感情が悪化する原因となった。一方、1958年1月には後に京成電鉄5代目社長となる川﨑千春が社用で渡米した際に現地でディズニーランドを目にし、日本誘致を固く決意したという。川崎の推進により、オリエンタルランドとディズニーとのライセンス契約で1983年4月15日に東京ディズニーランドが開園した。